# 長阪有樹子
長阪 有樹子（ながさか ゆきこ、9月23日 - ）は、日本の元女性モデル、現シンガーソングライター。奈良県出身。フリーランス。

## 略歴
渋谷アイドル100の初期公開オーディションで合格しレギュラー(B組)になる。その後モデル事務所ジャストフィールに所属し、企業モデル・ウェディングモデルとして活動していた。エイベックス・アーティストアカデミー(アーティストマスター科)で作詞・作曲を学び、シンガーソングライターとしてライブ活動を行う。ライブ活動に関しては、ライブハウスやショッピングモール、東京都立心身障害者サポートセンター、公益財団法人新宿未来創造財団のイベントに出演している。

## モデル
- 学研女性誌FITTE、タレントエンタメ（グラビアモデル）
- 山岸伸写真館モデル（グラビアモデル）
- ゆかた 警備会社（企業モデル）
- 小さな結婚式青山店（ウェディングモデル）
- 雪のコスモクロック（ヒサノさん歌う楽曲のPV主演）

## テレビ
- 名探偵驚木桃子（山陰中央テレビ） - 山田遥 役
- 美少女デラックスTV III（スカパー）
- うた☆コン（東京MXテレビ）
- 音楽ば～か（テレビ東京）
- NHKのど自慢（NHK奈良）
- 特番タカトシラベプレミアム「美人はやっぱり彼氏がいるのか!?」編（関西テレビ）

## ラジオ
- あにまに電波学園（ラジオFM76.7MHz）

## CD
- 「バッチグーガールズレボリューション4」（Massaman Records）
- 「ありがとう」（Feather Heart Music）

## DVD
- 「美少女デラックスTV III」
- 「みんなの動画2009 Part1」（ライトブリーズ）

## 舞台
- 「ショートストーリーズ3」幕間即興劇

## その他
- キャノンキャンペーンガール - MC